# 오스트리아의 범죄

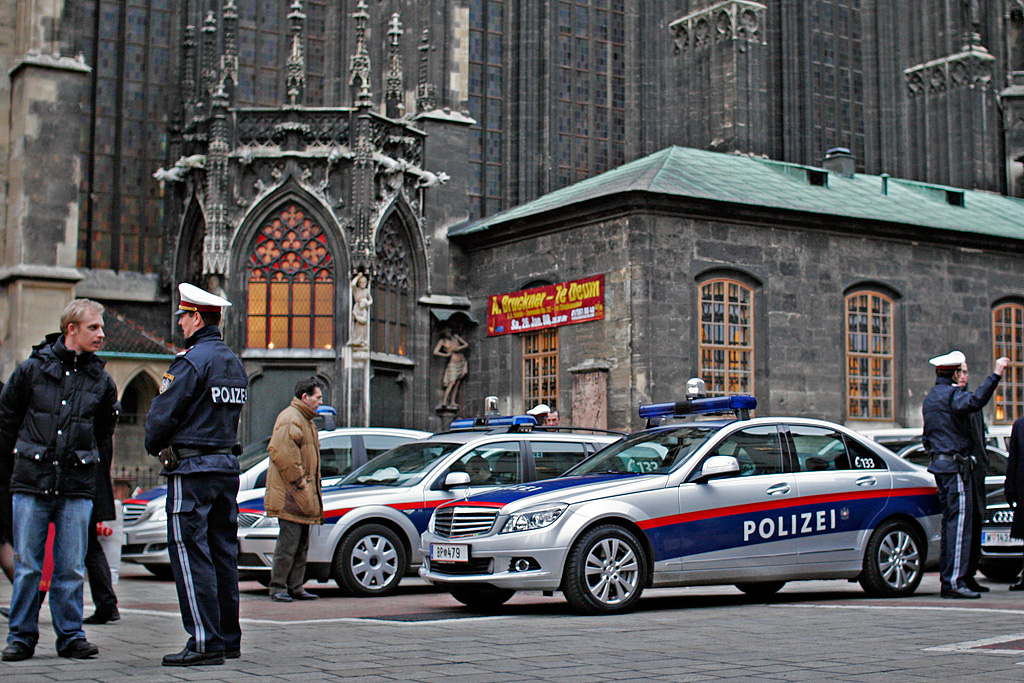
오스트리아 경찰이 빈의 슈테판 대성당 앞에 서 있다.

오스트리아의 범죄는 오스트리아의 다양한 법 집행 기관에 의해 퇴치된다.

## 유형별 범죄

### 살인
2017년 오스트리아(인구 약 879만 5천 명)의 고의적 살인율은 10만 명당 0.61명으로 세계에서 가장 낮은 비율 중 하나였다. 2017년 오스트리아에서 발생한 고의적 살인 사건은 총 54건이었다.

### 절도

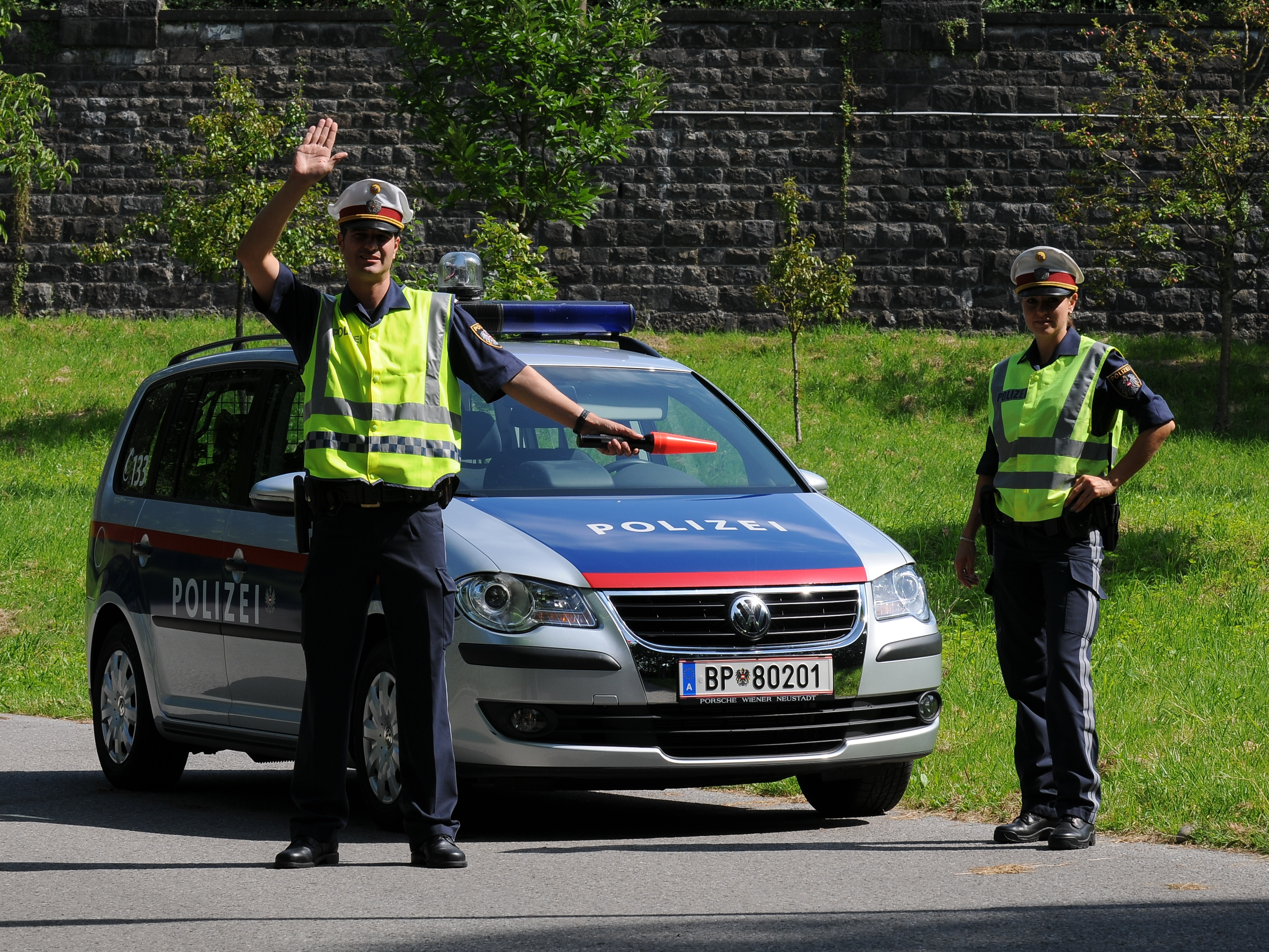
교통 단속 중인 오스트리아 경찰.

소매치기와 날치기범은 관광객들이 자주 찾는 지역, 버스 및 기차역, 지하철 등 인구 밀집 지역에서 발견될 수 있다. 주거 침입 강도 사건은 특히 부유한 지역에서 상당한 우려를 낳고 있다. 미국 정부는 빈의 주거 범죄 수준을 "중간"으로 평가한다.
2004년 오스트리아는 유럽 연합에서 자동차 절도율이 가장 낮았다.

### 부정부패
오스트리아는 잘 발달된 제도적, 법적 시스템을 가지고 있으며, 의회 위원회에서 조사 중인 대부분의 부정부패 사건은 사법 재판과 효과적인 판결로 이어진다. 2000년대 동안 토지 및 지역 공무원, 고위 공무원, 중앙 정부, 그리고 한 건의 경우 전 재상을 포함한 여러 중요한 오스트리아의 부정부패 사건이 발생했다.
대부분의 경우, 부패 행위는 이해 상충, 직권 남용, 돈세탁 및 영향력 행사와 관련이 있었다. 부패 스캔들은 정치 엘리트의 윤리적 기준에 의문을 제기했다. 이러한 의문은 유로바로미터 2012년 조사 결과에 반영되어 있으며, 응답자의 3분의 2가 국가 정치인이 부패했다고 인식하고 있으며, 오스트리아에서 가장 부패한 기관이라고 생각한다.

### 테러리즘
최근 몇 년 동안 오스트리아에서는 여러 차례의 테러 공격이 있었다.

## 범죄 역학
오스트리아는 외국 범죄자들의 표적이 되고 있으며, 마약 관련 범죄의 64%가 외국 태생 범죄자들에 의해 저질러지고 있다. 영국 범죄자 콜린 블레이니는 그의 자서전 '불쾌한 자들'에서 영국의 도둑들과 사기꾼들이 오스트리아를 표적으로 삼았는데, 이는 오스트리아가 상대적으로 낮은 범죄율 때문에 속이기 쉬운 곳으로 간주되기 때문이라고 언급했다.

## 위치별
대부분의 범죄 활동은 대도시 지역에 집중되어 있다.